# Quantico, Virginia
Quantico är en kommun (town) i delstaten Virginia på USA:s östkust, söder om Washington D.C.. Staden omges på tre sidor av militäranläggningen Marine Corps Base Quantico och på den fjärde av Potomacfloden. 
Militäranläggningen är en av marinkårens största och där ligger bland annat DEA:s träningscenter, FBI:s träningscenter och kriminallaboratorium samt huvudkontoret för NCIS.

## Historia
Under amerikanska frihetskriget användes både land och vattenvägar i området intensivt. Virginias flotta, bestående av 72 fartyg, hade sin hamn vid Quantico. 
Även under inbördeskriget fyllde staden en militär roll och kanonbatterier placerades där. Efter krigets slut minskade befolkningen i området och Quantico förblev en fiskeby fram tills 1872 då två järnvägssträckningar möttes där.
Under början av 1900-talet arbetade The Quantico Company med att marknadsföra staden som turist- och utflyktsort. 1916 byggdes ett varv vid Shipping Point (senare Hospital Point) där man byggde fraktfartyg och tankfartyg. Under första världskriget köpte marinen mark runt staden och 1917 grundlades marinbasen.